# 마이크로소프트 플라이트 시뮬레이터 (2020년 비디오 게임)
마이크로소프트 플라이트 시뮬레이터(Microsoft Flight Simulator) 또는 마이크로소프트 플라이트 시뮬레이터 2020(Microsoft Flight Simulator 2020)은 아소보 스튜디오가 개발하고 엑스박스 게임 스튜디오가 배급한 아마추어 비행 시뮬레이터이다. 1982년 시작된 마이크로소프트 플라이터 시뮬레이터 시리즈의 엔트리 버전이며 2006년의 마이크로소프트 플라이트 시뮬레이터 X의 뒤를 잇는다. 14년 간의 정적 이후에 귀환한 시리즈 작품으로, 출시 전 개발에만 6년이 소요되었다. 2020년 8월 18일 마이크로소프트 윈도우용으로 출시되었으며 가상 현실(VR) 버전은 같은 해 12월에 출시되었다. 해당 VR 버전은 이 시리즈 중 최초의 VR 버전이다. 또, 시리즈 최초의 가정용 게임기 릴리스 게임이기도 하며 2021년 7월 27일 엑스박스 시리즈 X/S용으로 출시되었다.

## 평가
| 통합 점수          | 통합 점수               |
| 통합사             | 점수                    |
| ------------------ | ----------------------- |
| 메타크리틱         | PC: 98/100 XSXS: 91/100 |
| 평론 점수          |                         |
| 평론사             | 점수                    |
| 게임스팟           | 10/10                   |
| IGN                | 10/10                   |
| Jeuxvideo.com      | 20/20                   |
| PC 게이머 (US)     | 99/100                  |
| PCGamesN           | 9/10                    |
| 섁뉴스             | [ 8 ]                   |
| 가디언             | [ 9 ]                   |
| 벤처비트           | 10/100                  |
| VG247              | [ 11 ]                  |
| Common Sense Media | [ 12 ]                  |

| 수상                              | 수상                              |
| 평론사                            | 수상                              |
| --------------------------------- | --------------------------------- |
| The Game Awards 2020              | Best Sim/Simulator Game           |
| Steam Awards                      | Sit Back And Relax (Nominated)    |
| 17th British Academy Games Awards | Technical Achievement (Nominated) |